# Инглвуд (Канзас)
Инглвуд (енгл. Englewood) град је у америчкој савезној држави Канзас.

## Демографија
По попису из 2010. године број становника је 77, што је 32 (-29,4%) становника мање него 2000. године.
| Група             | 2000.       | 2010.      |
| Белци             | 101 (92,7%) | 68 (88,3%) |
| Афроамериканци    | 0 (0,0%)    | 0 (0,0%)   |
| Азијати           | 0 (0,0%)    | 1 (1,3%)   |
| Хиспаноамериканци | 7 (6,4%)    | 8 (10,4%)  |
| Укупно            | 109         | 77         |